# بابولك (شيروان)
بابولك (بالفارسية: پاپولک) هي مستوطنة تقع في إيران في قسم شیروان الريفي. يقدر عدد سكانها بـ 339 نسمة .